# Сигнум
Знакова функция или сигнум функция (на латински: signum – знак) е нечетна математическа функция на части, която се определя от знака на реално число. Тя се означава като sgn.

## Дефиниция
Знаковата функцията от реално число {\displaystyle x} се дефинира по следния начин:
{\displaystyle \operatorname {sgn} x={\begin{cases}-1,&x<0,\\0,&x=0,\\1,&x>0.\end{cases}}}
Често се използва представянето
{\displaystyle \operatorname {sgn} x={\frac {d|x|}{dx}}}
В този случай производната на модула при нула, която, строго погледнато, не е дефинирана, се определя допълнително от средноаритметичната стойност на съответните производни отляво и отдясно.

## Свойства
- Функцията не е елементарна.
- Дефиниционна област: {\displaystyle \mathbb {R} }.
- Област на стойностите: {\displaystyle \{-1;0;+1\}}.
- Функцията е нечетна.
- Функцията е гладка във всички точки, освен нула.
- Точката {\displaystyle x=0} е точка на прекъсване от първи род, тъй като границите отляво и отдясно на нулата са равни съответно на {\displaystyle -1} и {\displaystyle +1}.
- {\displaystyle \operatorname {sgn}(x)={x \over |x|}={|x| \over x}} при {\displaystyle x\neq 0}, т.е.

{\displaystyle x=\operatorname {sgn}(x)\cdot |x|\,} и {\displaystyle \,|x|=\operatorname {sgn}(x)\cdot x\,} за {\displaystyle \forall x\in \mathbb {R} }.
- {\displaystyle \operatorname {sgn} x=x'}.
- {\displaystyle \operatorname {sgn} x={\frac {2}{\pi }}\int _{0}^{\infty }{\frac {\sin tx}{t}}dt}.
- {\displaystyle {\frac {d(\operatorname {sgn} x)}{dx}}=2\cdot \delta (x)}, където {\displaystyle \delta (x)} е делта-функция на Дирак.
- {\displaystyle \operatorname {sgn} x\cdot \operatorname {sgn} y=\operatorname {sgn}(x\cdot y)}.

Функцията се използва в теорията на обработката на сигнали, в математическата статистика и други клонове на математиката, където се изисква компактна нотация, за да се посочи знакът на число.